# Una moglie e... due mariti
Una moglie e... due mariti (Die Puppenkönigin) è un film muto tedesco del 1924 diretto da Gennaro Righelli.